# 鈴木建三
鈴木 建三（すずき けんぞう、1929年7月11日 - 2015年7月2日）は、イギリス文学者。
1954年東京大学英文科卒。旧・東京都立大学教授を務め、1992年定年退任後は、青山学院大学教授。イギリス文学ではジョゼフ・コンラッドを主として研究。多くの20世紀英米小説を訳した。児童文学は木庭 茂夫（こば しげお）で訳した。

## 著書
- 絶望の拒絶 ジョージ・オーウェルとともに 南雲堂 1995
- 日和見的小説論  英潮社 1995

## 翻訳
- マルコムの遍歴 ジェイムズ・パーディ 白水社 1966
- フォークナー全集 17 墓地への侵入者 冨山房 1969
- アルマの甥 ジェイムズ・パーディ 河出書房新社 1970
- キャボット・ライトびぎんず ジェイムズ・パーディ 河出書房新社 1971
- 燃える樹 アラン・シリトー 集英社 1972
- ロシアの夜とソビエトの朝 アラン・シリトー 晶文社 1973
- 滝 マーガレット・ドラブル 晶文社 1974
- ノストローモ　コンラッド 筑摩世界文学大系 50 筑摩書房 1975。上田勤、日高八郎共訳
- 小説のために 想像力の秘密 コリン・ウィルソン 紀伊国屋書店 1977
- ゲーム A・S・バイアット 河出書房新社 1977
- ロード・ジム コンラッド 世界文学全集 63 講談社 1978／講談社文芸文庫 2000／グーテンベルク21（電子書籍）2024 - 各（上下）で再刊
- ロビンソン・クルーソー デフォー 世界文学全集 8 学習研究社 1979／集英社文庫 1995
- 聖ヴィーナスの夕べ アントニイ・バージェス 「選集5」 早川書房 1979
- 覚醒への戦い コリン・ウィルソン 紀伊国屋書店 1981。君島邦守共訳
- ガスパール・ルイス コンラッド中短篇小説集 2 人文書院 1983
- プリンス・ローマン コンラッド中短篇小説集 3 人文書院 1983
- 出版と読書 レフト・ブック・クラブの歴史 ジョン・ルイス 晶文社 1991

### 木庭 茂夫訳
- はんじさん ハーヴ・ツェマック 冨山房 1975
- 夢になったわかもの ハーヴ・ツェマック 冨山房 1975
- メイゼルとシュリメイゼル アイザック・シンガー 冨山房 1976
- ダフィと小鬼　イギリス・コーンウォール地方の民話 ハーヴ・ツェマック 冨山房 1977